# Chiesa di San Giovanni Battista (Arzignano)
La chiesa di San Giovanni Battista è un luogo di culto cattolico di Arzignano, in provincia di Vicenza.

## Storia
Nel 1964, a seguito dell'esigenza di dotare la comunità di Arzignano di una nuova chiesa, don Nilo Rigotto e i membri del comitato promotore per la sua realizzazione si recarono in visita presso la chiesa dell'Autostrada del Sole di Campi Bisenzio, progettata dal celebre Giovanni Michelucci.
La visita convinse il parroco e il comitato ad assegnare il progetto del luogo di culto al medesimo architetto.
I lavori furono iniziati nel febbraio del 1967 e furono terminati pochi anni dopo.
Il progetto tuttavia andò incontro a diverse difficoltà di carattere economico, che spinsero Michelucci a decidere di rinunciare al proprio compenso pur di vedere realizzata quella che egli definì "il luogo della sosta serena".
L'apertura al culto avvenne il giorno di Pasqua del 1970.

## Descrizione
La chiesa è frutto della stretta collaborazione tra Michelucci e la comunità di Arzignano.
L'edificio fu quindi concepito come una sorta di piazza del paese; non solo una chiesa, ma un centro comunitario vero e proprio, in cui l'aula fu pensata come un grande teatro aperto verso l'altare maggiore.
La struttura esterna, in calcestruzzo armato a vista, si caratterizza per la presenza di un tetto dal profilo aguzzo rivestito in lastre di rame; i quattro fronti sono tutti diversi tra loro e tra essi spicca il prospetto sud, molto articolato grazie anche alla presenza di un campanile.
L'aula interna è rettangolare e presenta l'altare maggiore posto sul lato lungo; ai margini, disposte su piani sfalsati, si aprono diverse cappelle, mentre quella del Battistero è ricavata nella parte bassa della chiesa.
La copertura dell'aula, sostenuta da travi a doppio T, si innalza in corrispondenza dell'altare maggiore, conferendo movimento ascensionale allo spazio interno.
Nella chiesa, posizionato a pavimento alla sinistra dell'area presbiterale, vi è l'organo a canne Mascioni opus 1118 costruito nel 1992 su progetto dell'organista Francesco Finotti. Lo strumento è a trasmissione integralmente meccanica ed ha 15 registri su due manuali e pedale.
Successivamente all'apertura al culto sono stati eseguiti alcuni lavori come "il controsoffitto, le gradonate inferiori, le balaustre delle gradinate superiori, i banchi e gli arredi lignei, i pavimenti e i marmi". Inoltre a sinistra dell'altare, è stata posta una scultura in bronzo, la Deposizione, realizzata di Nereo Quagliato nel 1995.